# Sarh
Sarh (under den franska kolonialtiden Fort Archambault) är en stad i sydöstra Tchad. Staden är administrativ huvudort för regionen Moyen-Chari och har 103 269 invånare (2012).
Sarh är beläget omkring 55 mil sydost om huvudstaden N'Djamena, vid floden Chari, som tillsammans med bifloderna Bahr Aouk, Bahr Kéita och Bahr Salamat bildar ett inlandsdelta söder om staden. I omgivningarna odlas bomull och textilindustri är en viktig näring i staden.